# Broadway
Broadway je široka avenija u New Yorku, SAD, koja se proteže cijelom svojom dužinom kroz Manhattan i nastavlja se sve do Bronxa.  Najstarija je prometna arterija u gradu na pravcu sjever-jug, koja je svoje konture dobila još za vrijeme prvih naselja New Amsterdama. Ime Broadway (en. broad - širok; way - put) engleski je literarni prijevod nizozemskog imena, Breede weg. Broadway je poznat kao središte američke kazališne industrije.

## Karta
- Broadway na karti New Yorka

## Vanjske poveznice
|  | Zajednički poslužitelj ima još gradiva o temi Broadway |